# Die Rote Fahne

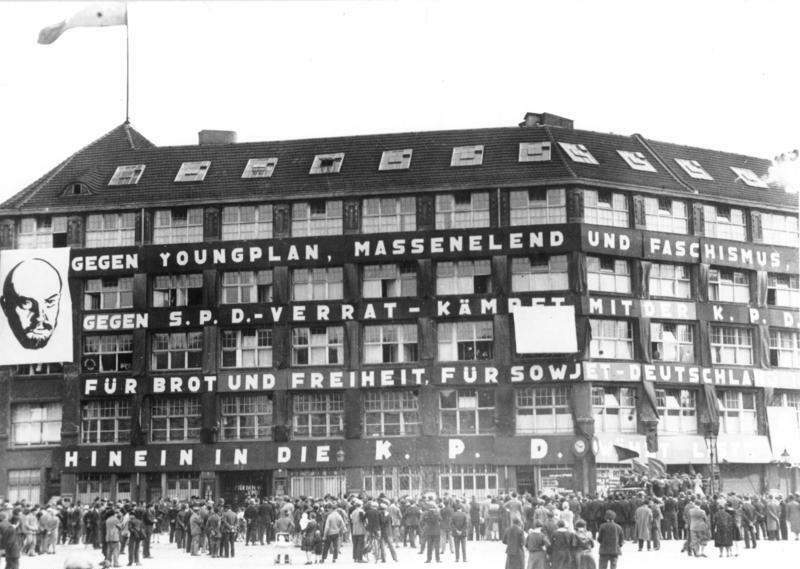
A Karl Liebknecht-ház (1930)

Die Rote Fahne (A Vörös Zászló) német nyelvű kommunista újság, melyet Karl Liebknecht és Rosa Luxemburg alapított Berlinben, 1918. november 9-én a konzervatív Berliner Lokal-Anzeiger című lap forradalmi kisajátításával. A lap előbb a november 11-én újjáalakított Spartakus-szövetség, majd 1919. január 1-től a frissen megalapított Németország Kommunista Pártja (Spartakus-szövetség) (Kommunistische Partei Deutschlands (Spartakusbund) – KPDS) központi orgánuma volt 1945-ig. A weimari köztársaság alatt 1923 októbertől 1924 márciusig, illetve a köztársaság utolsó heteiben, 1933. február 12-én előbb két hétre, majd február 27-től, A Reichstag felgyújtása napjától végleg betiltották. A nemzetiszocialista diktatúra alatt illegálisan nyomtatták és terjesztették.

## Munkatársai, történetének főbb állomásai
Az alapító szerkesztőség névsora: Karl Liebknecht, Rosa Luxemburg, August Thalheimer, Paul Levi, Paul Lange és Fritz Rück.
A weimari köztársaság alatt 1923 októbertől a puccsveszély ürügyén (v.ö. Müncheni sörpuccs) az újságot és a KPD-t betiltották, mely egészen 1924 márciusig volt érvényben. 1926-ban a lap kiadója, szerkesztősége és nyomdája a Karl Liebknecht-házba költözött, mely a KPD központi székháza volt abban az időben. 1928-tól a lapot rotációs nyomással állították elő, mely lehetővé tette a gyorsabb nyomást és a példányszám jelentős növelését. 1933. február 12-én előbb két hétre, majd február 27-től, A Reichstag felgyújtása napjától végleg betiltották, ettől fogva a lap illegálisan jelent meg. 1935-ben az üldöztetések miatt az újság kiadását áthelyezték Prágába, majd 1936 októberében Brüsszelbe, de a náci Németországban az illegális lap rendkívüli veszélyekkel járó terjesztését továbbra is folytatták. 1939 őszétől az újság kiadása teljesen abbamaradt.